# Cody Cropper
Cody Joseph Cropper (Atlanta, 16 febbraio 1993) è un ex calciatore statunitense, di ruolo portiere.

## Carriera

### Club
Nel 2010 approda in Inghilterra all'Ipswich Town. Il 31 agosto 2012 - dopo essersi allenato per due mesi con i Saints - viene tesserato a parametro zero dal Southampton, firmando un contratto valido per due stagioni. Il 3 luglio 2014 rinnova il proprio contratto fino al 2015.
Il 30 giugno 2015 passa al MK Dons, sottoscrivendo un contratto annuale con opzione di rinnovo per il secondo anno. Esordisce tra i professionisti l'11 agosto 2015 contro il Leyton Orient, partita valida per il primo turno di Carling Cup.
Nel finale di stagione sostituisce David Martin - infortunatosi alla mano - tra i pali.
Il 18 agosto 2016 passa al New England Revolution, in MLS.

### Nazionale
Il 7 giugno 2013 il CT Tab Ramos lo inserisce nella lista dei convocati che prenderanno ai Mondiali Under-20, disputati in Turchia. In precedenza aveva preso parte a due manifestazioni (nel 2011 e nel 2013) del Campionato nordamericano Under-20.
Il 12 agosto 2013 viene convocato in nazionale maggiore per prendere parte all'amichevole contro la Bosnia.

## Statistiche

### Presenze e reti nei club
Statistiche aggiornate al 5 ottobre 2021.
| Stagione               | Squadra                | Campionato             | Campionato | Campionato | Coppe nazionali | Coppe nazionali | Coppe nazionali | Coppe continentali | Coppe continentali | Coppe continentali | Altre coppe | Altre coppe | Altre coppe | Totale | Totale |
| Stagione               | Squadra                | Comp                   | Pres       | Reti       | Comp            | Pres            | Reti            | Comp               | Pres               | Reti               | Comp        | Pres        | Reti        | Pres   | Reti   |
| ---------------------- | ---------------------- | ---------------------- | ---------- | ---------- | --------------- | --------------- | --------------- | ------------------ | ------------------ | ------------------ | ----------- | ----------- | ----------- | ------ | ------ |
| 2012-2013              | Southampton            | PL                     | 0          | 0          | FACup+CdL       | 0               | 0               | -                  | -                  | -                  | -           | -           | -           | 0      | 0      |
| 2013-2014              | Southampton            | PL                     | 0          | 0          | FACup+CdL       | 0               | 0               | -                  | -                  | -                  | -           | -           | -           | 0      | 0      |
| 2014-2015              | Southampton            | PL                     | 0          | 0          | FACup+CdL       | 0               | 0               | -                  | -                  | -                  | -           | -           | -           | 0      | 0      |
| Totale Southampton     | Totale Southampton     | Totale Southampton     | 0          | 0          |                 | 0               | 0               |                    | -                  | -                  |             | -           | -           | 0      | 0      |
| 2015-2016              | MK Dons                | FLC                    | 9          | -16        | FACup+CdL       | 1+2             | -2 + -2         | -                  | -                  | -                  | -           | -           | -           | 12     | -20    |
| 2016                   | N.E. Revolution        | MLS                    | 1          | 0          | USOC            | 0               | 0               | -                  | -                  | -                  | -           | -           | -           | 1      | 0      |
| 2017                   | N.E. Revolution        | MLS                    | 28         | -50        | USOC            | 0               | 0               | -                  | -                  | -                  | -           | -           | -           | 28     | -50    |
| 2018                   | N.E. Revolution        | MLS                    | 0          | 0          | USOC            | 0               | 0               | -                  | -                  | -                  | -           | -           | -           | 0      | 0      |
| 2019                   | N.E. Revolution        | MLS                    | 7          | -17        | USOC            | 0               | 0               | -                  | -                  | -                  | -           | -           | -           | 7      | -17    |
| Totale N.E. Revolution | Totale N.E. Revolution | Totale N.E. Revolution | 29         | -50        |                 | 0               | 0               |                    | -                  | -                  |             | -           | -           | 29     | -50    |
| Ago.2019               | Hartford Athletic      | USLC                   | 9          | -18        | -               | -               | -               | -                  | -                  | -                  | -           | -           | -           | 9      | -18    |
| 2020                   | Houston Dynamo         | MLS                    | 0          | 0          | -               | -               | -               | -                  | -                  | -                  | MisB        | 0           | 0           | 0      | 0      |
| 2021                   | Cincinnati             | MLS                    | 1          | -5         | -               | -               | -               | -                  | -                  | -                  | -           | -           | -           | 1      | -5     |
| Sett.2021              | Memphis 901            | USLC                   | 8          | -6         | -               | -               | -               | -                  | -                  | -                  | -           | -           | -           | 8      | -6     |
| Totale carriera        | Totale carriera        | Totale carriera        | 63         | -112       |                 | 3               | -4              |                    | -                  | -                  |             | -           | -           | 66     | -116   |

## Palmarès

### Competizioni nazionali
- Canadian Championship: 1

Vancouver Whitecaps: 2022